# Trophogene Zone
In der Ozeanografie und in der Limnologie ist die trophogene Zone (von griech. trophe Ernährung; gennan erzeugen), die auch als Nährschicht oder Aufbauschicht bezeichnet wird, der lichtdurchflutete Oberflächenbereich eines Gewässers. Da hier die Photosynthese ablaufen kann, ist in diesem Bereich, je nach Nährstoffgehalt, ein mehr oder weniger ausgiebiges pflanzliches Wachstum, vor allem in Form von Phytoplankton (Algen) und anderen Unterwasserpflanzen, vorzufinden und damit eine Primärproduktion  möglich. Die trophogene Zone ist durch äußere Temperaturen und andere klimatische Verhältnisse beeinflusst und beeinflusst diese ihrerseits.
Oft wird die Trophogene Zone mit dem Epilimnion eines Gewässers gleichgesetzt. Dies ist jedoch nur bedingt richtig:
In der Trophogenen Zone findet bei Licht Photosynthese statt und liefert Sauerstoff sowie den Aufbau von Biomasse. Gleichzeitig atmen aber die dort lebenden Organismen auch ständig. Nur soweit und solange die lichtgesteuerte Photosynthese größer ist als die Atmung, ist die Bilanz trophogen. Dies hängt von der verfügbaren Lichtmenge ab, die mit dem Wetter und der Tageszeit fluktuiert, und von der Eindringtiefe des Lichtes in das Gewässer. Nachts ist aber auch die bei Tag lichtdurchflutete Wasserschicht tropholytisch, d. h. Biomasse wird netto abgebaut. Aus diesen Zusammenhängen ergibt sich, dass die Trophogene Zone zeitbezogen definiert werden muss: momentan, im Tagesdurchschnitt, über die Stagnationsperiode hinweg oder gar im Jahresdurchschnitt. Dies hängt von der jeweiligen Fragestellung ab.